# Mausohrwochenstuben im Spessart
Mausohrwochenstuben im Spessart este o arie protejată (arie specială de conservare — SAC, sit de importanță comunitară — SCI) din Germania întinsă pe o suprafață de 0,09 ha, integral pe uscat.

## Localizare
Centrul sitului Mausohrwochenstuben im Spessart este situat la coordonatele 49°57′43″N 9°35′37″E / 49.9619°N 9.5936°E.

## Înființare
Situl Mausohrwochenstuben im Spessart a fost declarat sit de importanță comunitară în martie 2001 pentru a proteja 1 specie de animale. Situl a fost protejat și ca arie specială de conservare în aprilie 2016.

## Biodiversitate
Situată în ecoregiunea continentală, aria protejată nu include niciun habitat protejat.
La baza desemnării sitului se află o specie protejată de  mamifere: liliac comun (Myotis myotis).